# Elsa Buchanan
Pour les articles homonymes, voir Buchanan.

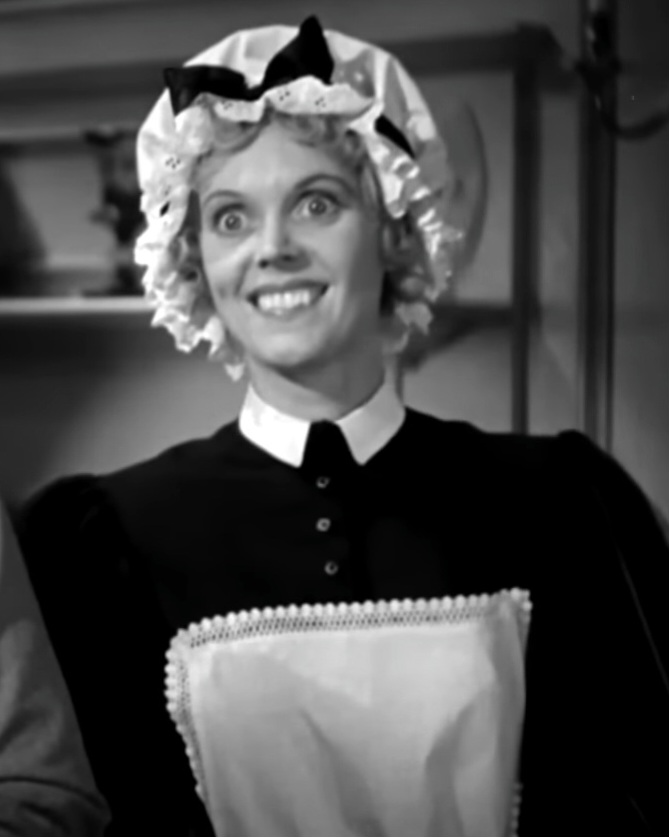
Dans Le Petit Lord Fautleroy (1936)

Elsie Winifred Buchanan Tinker, née le 22 décembre 1908 à Londres et morte le 17 janvier 2004 à Childswickham (en) (Worcestershire), est une actrice anglaise, connue comme Elsa Buchanan.

## Biographie
Après des débuts enfant au théâtre, Elsa Buchanan fait aux États-Unis une brève carrière au cinéma, contribuant à seize films américains, depuis Quand une femme aime d'Edmund Goulding (1934, avec Norma Shearer et Robert Montgomery) jusqu'à Invisible Enemy (en) de John H. Auer (1938, avec Alan Marshal et Tala Birell).
Entretemps, mentionnons Charlie Chan in London d'Eugene Forde (son deuxième film, 1934, avec Warner Oland et Drue Leyton), Peter Ibbetson d'Henry Hathaway (1935, avec Gary Cooper et Ann Harding), Le Petit Lord Fauntleroy de John Cromwell (1936, avec Freddie Bartholomew et C. Aubrey Smith), ou encore La Treizième Chaise de George B. Seitz (1937, avec May Whitty et Madge Evans).
Mariée en 1938, Elsa Buchanan se retire définitivement de l'écran. Elle meurt en 2004, à 95 ans.

## Filmographie complète[1]
- 1934 : Quand une femme aime (Riptide) d'Edmund Goulding : Daphné
- 1934 : Charlie Chan in London d'Eugene Forde : Alice Perkins
- 1934 : Le Petit Ministre (The Little Minister) de Richard Wallace : une villageoise
- 1935 : The Mystery of Edwin Drood de Stuart Walker : Mme Tisher
- 1935 : Le Mirage de l'amour (Here's to Romance) d'Alfred E. Green : Enid
- 1935 : Peter Ibbetson d'Henry Hathaway : Mme Pasquier
- 1935 : La Femme traquée (I Found Stella Parish) de Mervyn LeRoy : la servante de Stella
- 1935 : Le Marquis de Saint-Évremont (A Tale of Two Cities) de Jack Conway : une vendeuse de bonbons
- 1935 : Sylvia Scarlett de George Cukor : une servante
- 1936 : Le Petit Lord Fauntleroy (Little Lord Fauntleroy) de John Cromwell : Susan
- 1936 : Loufoque et Cie (Love on the Run) de W. S. Van Dyke : une cliente d'un grand magasin londonien
- 1936 : Le Pacte (Lloyd's of London) d'Henry King : une servante
- 1937 : Ready, Willing and Able de Ray Enright : une servante à la réception
- 1937 : Une journée de printemps (Call It a Day) d'Archie Mayo : Vera
- 1937 : La Treizième Chaise (The Thirteenth Chair) de George B. Seitz : Grace Stanby
- 1938 : Invisible Enemy (en) de John H. Auer : Sophia

## Note et référence
1. ↑  La participation d'Elsa Buchanan à deux films britanniques (1937-1938), mentionnée par l'IMDb ci-dessous, est sujette à caution et reste à confirmer.